# Noccaea szowitsiana
Noccaea szowitsiana — вид однолетних травянистых растений рода Яруточка (Noccaea) семейства Капустные (Brassicaceae). Возможными русскоязычными названиями являются Яруточка Шовица или Ноккея Шовица, однако в авторитетных источниках они не встречаются.

## Экология и распространение
Произрастает в южном Закавказье. Описан из Карабаха (эндемик).

## Ботаническое описание
Стебель простой, голый, высотой 20—55 см.
Листья овальные, цельнокрайные, длиной 20—55 мм, шириной 9—30 мм, прикорневые короткочерешковые, стеблевые — сидячие, стеблеобъемлющие.
Соцветие — редкая, малоцветковая кисть; лепестки белые, длиной 2,5—3 мм, в полтора раза длиннее чашечки.
Стручочки овально—округлые, длиной 10—11 мм, диаметром 11—12 мм, гнёзда 4—6-семянные.

### Таксономия[1]
Noccaea szowitsiana (Boiss.) Al-Shehbaz, 2014, Harvard Pap. Bot. 19: 43
Вид Noccaea szowitsiana относится к роду Ноккея (Noccaea) семейства Капустные (Brassicaceae) порядка Капустоцветные (Brassicales). Кладограмма в соответствии с Системой APG IV по состоянию на июнь 2023 года:
|  |                                      |  |                                   |                                   |                     |  | ещё 16 семейств | ещё 16 семейств |                     |  |  |  | еще 120 подтвержденных видов и 9 видов, ожидающих подтверждения |
|  |                                      |  |                                   |                                   |                     |  | ещё 16 семейств | ещё 16 семейств |                     |  |  |  | еще 120 подтвержденных видов и 9 видов, ожидающих подтверждения |
|  |                                      |  |                                   | порядок Капустоцветные            |                     |  |                 |                 | род Ноккея          |  |  |  |                                                                 |
|  |                                      |  |                                   | порядок Капустоцветные            |                     |  |                 |                 | род Ноккея          |  |  |  |                                                                 |
|  | отдел Цветковые, или Покрытосеменные |  |                                   |                                   | семейство Капустные |  |                 |                 | Noccaea szowitsiana |  |  |  |                                                                 |
|  | отдел Цветковые, или Покрытосеменные |  |                                   |                                   | семейство Капустные |  |                 |                 |                     |  |  |  |                                                                 |
|  |                                      |  | ещё 63 порядка цветковых растений | ещё 63 порядка цветковых растений |                     |  |                 | ещё 354 рода    | ещё 354 рода        |  |  |  |                                                                 |
|  |                                      |  |                                   | ещё 63 порядка цветковых растений |                     |  |                 |                 | ещё 354 рода        |  |  |  |                                                                 |